# Arba
Arba là một đô thị ở tỉnh Pordenone trong vùng Friuli-Venezia Giulia, có cự ly khoảng 100 km về phía tây bắc của Trieste và khoảng 25 km về phía đông bắc của Pordenone. Tại thời điểm ngày 31 tháng 12 năm 2004, đô thị này có dân số 1.261 người và diện tích là 14,8 km².
Arba giáp các đô thị: Cavasso Nuovo, Fanna, Maniago, Sequals, Spilimbergo, Vivaro.